# ニコライ・ロパトニコフ
ニコライ・ロパトニコフ（Nikolai Lopatnikoff,1903年3月16日  - 1976年10月7日）は、ロシア系アメリカ人の作曲家。

## 生涯
タリン出身。サンクトペテルブルク音楽院で理論とピアノを学ぶが、ロシア革命で出国。フィンランドに逃れ、ヘルシンキで1920年まで音楽の勉強を続けた。1921年にドイツのハイデルベルクに至り、カールスルーエ大学で工業を学び、1927年に卒業した。その間、作曲をエルンスト・トッホ、ヘルマン・グラブナー、ウィリー・レーベルクにマンハイムやベルリンの音楽院で師事。
この時期には、ピアノ協奏曲第1番、ピアノ協奏曲第2番、交響曲第1番を作曲している。この交響曲はフィラデルフィア管弦楽団などアメリカやヨーロッパの多くのオーケストラで演奏された。さらにセルゲイ・クーセヴィツキーの知遇を得、彼から委嘱された多数の作品がボストン交響楽団で演奏された。
1933年、ナチスが政権を獲得すると、イギリスに出国し、最終的に1939年にアメリカ合衆国に移住した。アメリカではコネチカット州ハートフォードのハートフォード大学、ニューヨーク州ホワイト・プレインズのウェストチェスター音楽院、ペンシルベニア州ピッツバーグのカーネギー工科大学（現在のカーネギーメロン大学）で作曲の教授となり、1944年にはアメリカ市民権を獲得した。作品には、4つの交響曲やピアノ協奏曲、室内楽、ピアノ曲などがある。

## 文献
- Nikolai Lopatnikoff. Forecast and Review. New Life in Berlin. In: Modern Music VI/4, 1929.
- Fred K. Prieberg: Lexikon der Neuen Musik. Freiburg: Alber-Verlag, 1958, S. 259 f.
- Die Musik in Geschichte und Gegenwart (MGG), Band 8, S. 1194, 1. Auflg. Kassel 1965 (dort angegebenes Geburtsdatum ist falsch).
- Nanette Kaplan Solomon: The solo piano music of Nikolai Lopatnikoff: 1903 - 1976. Univ. Microfilms Internat., Ann Arbor, MI. Boston Univ., Diss. 1987.